# Detlef von Vietinghoff
Detlef Freiherr von Vietinghoff (* 2. Februar 1713 in Reetz; † 12. Juli 1789 in Potsdam) war ein preußischer Generalmajor, Ritter des Ordens Pour le Mérite sowie Chef des Garnisonbataillons Nr. 3.

## Leben

### Herkunft
Er war der Sohn des mecklenburgischen Generalmajors Johann Wilhelm von Vietinghoff (1662–1738) und dessen Ehefrau Katharina Margarethe, geborene von Preen. Der spätere preußische Generalleutnant August Wilhelm von Vietinghoff war sein Bruder.

### Militärkarriere
Vietinghoff stand zunächst seit 1726 als Junker im Leibregiment in dänischen Diensten. 1729 trat er als Gefreiterkorporal in preußische Dienste über und wurde im Infanterieregiment „Anhalt-Zerbst“ angestellt. Mit diesem Regiment nahm er als Sekondeleutnant während des Ersten Schlesischen Krieges am Sturm auf Glogau, der Belagerung von Brieg sowie den Schlachten von Mollwitz und Chotusitz teil. Ende Juni 1743 zum Premierleutnant befördert, machte er im Zweiten Schlesischen Krieg die Belagerung von Prag mit und kämpfte bei Hohenfriedberg, Soor und Kesselsdorf. Bis Mitte Oktober 1752 stieg Vietinghoff zum Kapitän und Kompaniechef auf.
Im Feldzug 1756/63 war er bei Prag und Breslau, wurde bei Leuthen und Hochkirch verwundet. Im Januar 1759 zum Major befördert, kommandierte er im Jahr darauf erfolgreich ein Bataillon Freiwilliger und kämpfte in der Schlacht bei Reichenbach. 1765 stieg er zum Oberstleutnant und am 21. Mai 1770 zum Oberst auf. Da Vietinghoff aufgrund seiner zahlreichen Verletzungen nicht mehr feldverwendungsfähig war, übertrug ihm der König im Juni 1772 das Garnisonsregiment des Oberst Ernst Friedrich von der Heyden in Kolberg. Außerdem wurde er am 16. Oktober 1786 mit dem Orden Pour le Mérite ausgezeichnet und am 4. Februar 1787 zum Generalmajor befördert. Nachdem sein Bataillon am 1. Mai 1788 aufgelöst worden war, erhielt Vietinghoff eine jährliche Pension von 700 Talern und dazu 500 Taler als Chef des Leibkompanie seines alten Bataillons. Außerdem gestattete man ihm, seinen Aufenthalt in Potsdam zu nehmen und die Armeeuniform zu tragen.

### Familie
Vietinghoff war mit Charlotte Elisabeth von Amstel (* 1734; † 12. April 1802 in Bellevue bei Köpenick) verheiratet. Sie war die Tochter von Georg Friedrich von Amstel. Aus der Ehe ging der Sohn Karl Wilhelm Friedrich (* 24. Januar 1767 in Stettin) hervor, der in der preußischen Armee zum Stabskapitän aufstieg und später in österreichischen Diensten stand.